# 福岡市の歌
「福岡市の歌」（ふくおかしのうた）は、NHK福岡放送局が1951年（昭和26年）に福岡市役所および西日本新聞社と合同で選定した福岡市の市歌である。作詞・月形吉郎、作曲・飯田信夫。

## 作成経緯
福岡市が最初に制定した市歌は1931年（昭和6年）に福岡市教育会が歌詞を懸賞募集した「福岡市歌」（作詞：金子健、補作：八波則吉、作曲：中山晋平）であったが、鎌倉時代に元寇を撃破した故事から始まる勇壮で大時代的な歌詞が戦後の世相に馴染まなくなったため公的に演奏されなくなった。
太平洋戦争の終結から5年が経ち未だ占領下に在った1950年（昭和25年）、NHK福岡放送局は開局20周年記念事業として西日本新聞社および管内の福岡市・久留米市・大牟田市の3市と合同で各市の市歌を選定・寄贈することを発表し、全国を対象に歌詞の懸賞募集を実施する。この時点では久留米市が市歌を制定しておらず、福岡市と大牟田市では戦前から存在した市歌が演奏されなくなっていた。
最終審査は3市分いずれも翌1951年（昭和26年）1月25日に福岡市の岩田屋本店で行われ、このうち「福岡市の歌」では現在の博多区内からの応募作が入選したことが1月26日付の西日本新聞で発表された。作曲は福岡市が飯田信夫、大牟田市が古関裕而、久留米市が團伊玖磨にそれぞれ依頼され、4月9日から14日までNHK福岡がラジオのローカル放送で「福岡市の歌」「久留米市の歌」「大牟田市の歌」を19時20分から30分の時間帯に演奏したとされている。しかし、昭和8年版から19年版まで『福岡市勢要覧』に掲載され続けた旧「福岡市歌」とは対照的に、この「福岡市の歌」は昭和27年版以降の市勢要覧において歌詞や楽譜はおろか作成の事実についても一切の記述が無く、わずかに西日本新聞社が発行した『西日本都市大観』で歌詞のみが紹介されるに留まっている。
歌詞は旧市歌と対照的に戦後復興期を象徴する平和的なものとなっているが、1番から3番いずれも最後の節で「福岡 福岡」と繰り返される点を始め「松風」「筑紫野」など旧市歌と共通もしくは近似する語句も見られる。また、3番で「希望呼ぶ 空の港に」とこの時期に福岡空港の民間航空路線開設が決まったことを讃える描写に特徴がある。その他、旧市歌では福岡市を指して「都」としていた歌詞について文部省から「“都”は皇居のある東京だ」とクレームが付き該当箇所が「我が市」へ改変されたが、戦後に自治体歌が文部省の検定対象から除外されたこともあり、新「福岡市の歌」では1番において「文化の都」とする表現が採り入れられている。

## その後
この「福岡市の歌」は市もNHK福岡放送局や西日本新聞社と合同で作成に関わっていたが、同時に選定された「久留米市の歌」と「大牟田市歌」が現在も両市の市歌として存続しているのとは対照的に短期間、遅くとも1950年代末には演奏実態が無くなったものとみられる。1969年（昭和44年）に開催された福岡市制80周年記念式典の時点で旧「福岡市歌」の大時代的な歌詞が問題視されハミングでごまかしたと言う逸話からは戦後に作られた新「福岡市の歌」の存在が作成から20年足らずで忘却されていたことがうかがえ、その後に刊行された『福岡市史』においても1983年（昭和58年）刊行の『昭和編資料集』前編に「福岡市歌の制定に関する件」として旧市歌の作成経緯は掲載されているのに対し、新「福岡市の歌」については一切の記述が見当たらない。
福岡市では1889年（明治22年）の市制施行から今日まで新設合併による地方公共団体としての法人格の断絶は一度も発生しておらず、かつ新旧どちらの市歌も合併以外の理由で廃止されたと言う記録は無いため、現在もなお「福岡市の歌」が市歌の地位に在るものと考えられる。しかし、同時に選定された他2市の市歌と対照的にNHK福岡と西日本新聞から寄贈を受けた市の側に記録が残らないまま演奏実態が早期に消失し旧「福岡市歌」のみが記録に残った理由はもとよりSPレコードの作成も確認されていないため、飯田の作曲になる旋律がどのようなものであったのかは完全に不明である。